# ريال سرقسطة
سرقسطة الملكي أو ريال سرقسطة هو نادي كرة قدم من مدينة سرقسطة بإسبانيا تأسس عام 1932، يلعب حالياً في الدوري الإسباني الدرجة الثانية. يدربهم لويس ميا. لونا الفريق هما الأبيض والأزرق. أُسّسَ في عام 1932 بعد اتحاد نادي Iberia SC ونادي CD Zaragoza.
أفضل مركز للنادي في بطولة الدوري هو المركز الثاني. يعتبر نادي ريال سرقسطة من الأندية المتخصصة في إحراز كأس إسبانيا إذ أحرزه ست مرات وأحرز بطولة كأس الاتحاد الأوروبي مرة عام 1964.

## تأسيس النادي
في عام 1903، على الرغم من قلة الوعى بكرة القدم في المجتمع الأسباني في ذلك الوقت، ولد أول نادي كرة قدم في المدينة باسم نادي سرقسطة لكرة القدم، كان الهدف من إنشاء النادي هو تعليم أسس الرياضة وخاصة كرة القدم لجميع فئات المجتمع حتى يتسنى للنادي ضم أفضل الرياضيين من مدينة سرقسطة، ثم أنشأ طلاب من كلية الطب النسخة الحديثة من النادي في عام 1921 وأطلقوا عليه اسم «سرقسطة للألعاب الرياضية»، اشتهر الفريق بـ «الطماطم» لأن الفريق كان يرتدى أطقم حمراء كاملة (فانلات + شورتات + جوارب) خلال المباريات. ما بين العام 1924 و 1925، أتحد سرقسطة مع الفرق الصغيرة في المدينة وأستخدم أشهر ملعب في سرقسطة حينذاك (Fuenclara Stadium)، وأصبح في المدينة فريقين هما سرقسطة للألعاب الرياضية وأيبريا للألعاب الرياضية. أيبريا للألعاب الرياضية أنشئ في أوائل القرن العشرين، وكان يُعرف بأنه المسيطر على جميع بطولات كرة القدم، حيث أنه جذب عدد كبير من الجمهور وسمحوا للقطاع الشعبي في تقلد مناصب النادي المختلفة، وكادوا أن يحرزوا لقب الدورى الأسباني مرتين خلال سنواتهم الأولى في أسبانيا.

## تاريخ النادي
يتلخص تاريخ ريال سرقسطة في 7 مراحل مختلفة بدأت بمرحلة تأسيس النادي مرورا بحقب الثلاثينات والأربعينات حتى يومنا هذا.

### المرحلة الأولى: تأسيس النادي
أسس النادي في 15 مارس/آذار 1932 ولعب أول مباراة رسمية في 18 مارس من نفس العام، تم إدماج ناديي المدينة (سرقسطة للألعاب الرياضية وايبريا للألعاب الرياضية)بعد المشاكل الأقتصادية العديد التي مرت بالناديين وطلب الأتحاد بتأسيس نادي قوى يمثل محافظة أراجون. في موسم 39-40 ظهر الفريق لأول المرة في الدورى الممتاز الأسباني وكان يمثل الجيل الأول لسرقسطة الذي أخرج عدد كبير من الاعبين الممتازين، اشتهر الفريق باستخدام الفريق طريقة لعب فريدة تسمى "Los Alifantes" ولكن لسوء الحظ لم يستمر هذا النجاح طويلا نظرا لقيام الحرب الأهلية في أسبانيا.

### فترة الاربعينات والخمسينات
في العقدان الأربعينات (الذي لقب بالعهد الأسود) والخمسينات (الذي لقب بعهد المليونيرات) تناوب الفريق الصعود والهبوط من الدورى الأسباني الممتاز ولم تشهد تلك الفترة أي انجازات تذكر للفريق.

### فترة الستينات
فترة الستينات تعتبر فترة ازدهار لنادي سرقسطة، بدأت في موسم 61-62 عندما أحرز المهاجم خوان سمينار جائزة Pichichi وهي جائزة تعطى لهداف الدورى الأسباني في ذلك الوقت حيث أحرز سيمنار 25 هدفاً، العام التالي ظهر الفريق الذي لقب بـ «الأسطورى» بمظهر رائع، ضم ذلك الفريق أفضل خط هجوم طوال تاريخه ومثل هذا الخط: كاناريو، سانتوس، مأرسلين، فيلا، لابتيرا وهو الفريق الذي وصل لنهائي كأس ملك أسبانيا أربع مرات أعوام (63 64 65 66). تمكن من الفوز بالكأس عامى 1964 بعد أن فاز على أتليتكو مدريد 2-1 بهدفى لابتيرا وفيلا، وعام 1966 بعد أن فاز على أثليتيك بلباو 2-1 بهدفى لابتيرا وفيلا أيضاً. وصل الفريق إلى نهائي كأس فيرس Fairs Cup (مسابقة شبيها بالـ UEFA Cup) عامى 1964 و 1966 حيث فاز بالأولى امام فالنسيا بأهداف مأرسلين وفيلا، أضافة إلى وصول الفريق إلى دور قبل النهائي من كأس أبطال الكئوس عام 1965 (انتهت في عام 1998).

### فترة السبعينات
في الـسبعينات تولى خوزيه أنجل زالبا رئاسة النادي، واشتهر عصره باسم " Zaraguayos " لأن الفريق كان يضم عدد كبير من لاعبى أوروجواى وبارجواى. أشهر لاعب في ذلك الوقت هو Nino Arrua الذي اختير كأفضل لاعب في أمريكا الجنوبية وأصبح كابتن الفريق، أفضل أنجازات الفريق في تلك الفترة قدمت مع المدرب لويس سيد كاريجا (الذي لم يحرز أي لقب لسرقسطة !)، تم تكريم الفريق بلقب ملكى في عام 76، حقق الفريق المركز الثالث في موسم73- 74 والثاني في موسم 74 75.

### فترة الثمانينيات
لم تضف تلك الفترة الكثير لتاريخ ريال سرقسطة لأن النادي كان يمر بالعديد من الأزمات المادية وأعتزال بعض الاعبين ورحيل الآخر، شهدت تلك الفترة خروج الفريق من الدور قبل النهائي من كأس أبطال الكئوس الأوروبية امام أياكس أمستردام في موسم 1986-1987 واضطر خوزيه أنجل زالبا إلى ترك رئاسة الفريق وأنتُخب ميجيل بلتران رئيسا للنادي قبل أن يعود زالبا مرة أخرى لرئاسة النادي في عام 1988.

### فترة التسعينات
في موسم 1991 - 1992 استقال زالبا من منصبه وأشترت عائلة ألفونسو سولنس أسهم النادي، وتم تعيين المدرب الشاب فيكتور فرنانديز مديرا فنياً للفريق في ذلك الموسم وبدأ الفريق سلسلة مزدهرة من النتائج. بدأت النتائج الجيدة في موسم 1993-1994 حيث فاز على سيلتا فيجو بضربات الترجيح في نهائي كأس ملك أسبانيا وأنهى الدورى في المركز الثالث. وفي 10 مايو 1995 حصل الفريق على اللقب الأغلى طوال تاريخه عندما هزم الارسنال 2-1 بملعب Park Des Pricipes بأقدام Esnaider و Nayim، أطلق على هذا الفريق لقب «باريس الخامس» وكان يضم كلا من: Cedrún, Belsue, Caceres, Aguado, Javier Solana, Nayim, Poyet, Aragon, Higuera, Esnáider، Pardeza. وخسر الفريق كأس السوبر الأوروبية امام اياكس امستردام. وفي عام 96 تقلد ابن ألفونسو سيرانو رئاسة النادي وعاش الفريق فترة سيئة اقتصاديا ورياضيا، وأنشئت جمعية حَمَلةِ الأسهم الصغار التي حمت حقوق حملة الأسهم الأصليين بشفافية تامة.

### فترة الألفية الثانية
تلك الفترة شهدت وصول الفريق إلى نهائي الكأس 3 مرات، حيث فاز في سنة 2001 على سيلتا فيجو 3-1، ثم في عام 2004 عندما فاز على ريال مدريد 3-2، وخسر في 2006 من أسبانيول 4-1. هبط الفريق إلى القسم الثاني موسم 2001 - 2002 ثم عاد مرة أخرى للقسم الأول في موسم 2004-2005 وفي العام التالي فاز بكأس السوبر الأسبانية عندما هزم فالنسيا بمجموع المباريتن 3-2. في موسم 2006-2007 غيرت ملكية النادي من اجابيتو أجليسيس إلى ادواردو باندريس وعاد فيكتور فرنانديز إلى تدريب الفريق مرة أخرى، وأنهى الفريق الموسم في المركز السادس وتأهل للمشاركة في اليوفا كاب. وفي موسم 2007-2008 أشترى الفريق ثمانية لاعبين جدد وهم: لوبيز فاليخو، روبيرتو أيالا، بيتر لوسيان، ريكاردو أوليفيرا، جابى، باريديس، ماتيوزاليم، بافون.
شهد الموسم إخفاق الفريق عدة مرات أولها الخروج من الـ Uefa Cup من الدور الأول على يد أريس سالونيك اليونانى، وأدى ذلك إلى إقالة فرنانديز في 13 يناير 2008 واستبدل بـ أندير جريتانو الذي استقال في 18 يناير 2008 وعين خافيير ايروريتا مديرا فنيا للفريق.وبعد دالك توالى عدة مدربين وادى بدالك لسقوط مدوي لسرقسطة للدرجة الثانية رغم الامال الكبيرة التي وضعتها الجماهير السرقسطية وتلك الأسماء الكبيرة لكن تجري الرياح بما لا تشتهي السفن فسقطت السفينة السرقسطيه في بحر الظلمات أو كما يسميها الإسبان جهيم اليسجواندا. بعد موسم في الدرجة الثانية وبقيادة المدرب الإسباني مارسيلينيو غارسيا تورال الدي تولى دفة القيادة استطاع أن يصعد بالفريق للدرجة الأولى بعد معاناة طويلة جداً، ثم ما لبث أن هبط مرة أخرى بعد احتلاله المركز الأخير في موسم 2012-2013.

## ملعـب الفريق
افتتح الملعب في عام 8 سبتمبر 1958 في مباراة بين أوساسونا وريال سرقسطة، وكان رئيس النادي في ذلك الوقت هو سيزاريو أليرتا، انتهت المباراة بفوز سرقسطة 4-3 أحرز الأهداف فيلا موريلو (أول هدف في ملعب الاروماريدا) وويلسون وفيلا موريلو (مرة أخرى)، السعة الأولية للملعب كانت 32,416 متفرج وعدد الكراسى كان 16 ألف كرسى.
شهد الملعب عدة تغييرات وإصلاحات بدأت في 1977 عندما أضيفت سعة جديدة للملعب ليصبح 43,524 متفرج، وفي عام 82 اختير الملعب لأستضافة مباريات كأس العالم بأسبانيا وقُلصت سعته إلى 39,990 متفرج، اختير مجددا لمباريات دورة برشلونة الأوليمبية عام 92، آخر تعديل للملعب كان في عام 94 وكان الهدف منه تطبيق لوائح الويفا التي تنص على أن سعة الملاعب الأوروبية يجب أن تكون كلها مقاعد لذلك تم تقليص سعة الملعب إلى 33,596 متفرج.
ومن المتوقع أن يبدأ العمل في بناء ملعب جديد للفريق ولم يقرر بعد إذا كان المقر الجديد سيبقى في المدينة أم سيكون خارجها، وفي فبراير 2008 أربعة من المجموعات السياسية البلدية وافقت على بناء ملعب جديد في منطقة سان جوزيه.

## أرقام مهــمة
- عدد المواسم بالدرجة الأولى: 52 موسم.
- عدد المواسم بالدرجة الثانية: 18 موسم.
- عدد المواسم بالدرجة الثالثة: 5 مواسم.
- عدد المواسم التي لم يشترك فيها في أي مسابقة: 3 مواسم.
- أفضل مركز حققه في الدورى الأسباني: المركز الثاني في عام 74 75.
- أسوأ مركز حققه الفريق في الدور الأسباني: المركز العشرين موسم 2001 2002.
- ترتيبه التاريخي: التاسع.
- أكثر الاعبين ظهورا للفريق: أجوادو (473 مباراة)، فيوليتا (471 مباراة)، خوان مانويل فيلا (382 مباراة).
- هدافى الفريق طوال تاريخه: مرسيلين (117 هدف)، موريليو (113 هدف)، بيتشى ألونسو (112 هدف).
- أكثر الاعبين حصولا على البطاقة الحمراء: أجوادو (18 بطاقة حمراء).
- أكبر نتيجة حققها الفريق على ملعبه: ريال سرقسطة 8 - 1 أشبيلية، موسم1987-1988
- أكبر نتيجة حققها الفريق خارج ملعبه: إلشى 2 - 7 ريال

سرقسطة، موسم1960-1961
- أكبر نتيجة حققها الفريق على ملعبه: ريال سرقسطة 6 - 1 ريال مدريد في كأس الملك عام 2006
- أكبر هزيمة تلقاها على ملعبه: ريال سرقسطة 1 - 7 ريال مدريد، موسم 1987-1988
- أكبر هزيمة تلقاها خارج ملعبه: أثليتيك بيلباو 10 - 1 ريال سرقسطة، موسم 1951 - 1952
- فاز على فريق برشلونة 12 مرة

## أبرز إنجازات النادي
- كأس إسبانيا: 6 مرات (1964، 1966، 1986، 1994، 2001، 2004)
- كأس الاتحاد الأوروبي: مرة واحدة (1964)
- كأس الكؤوس الأوروبية: مرة واحدة (1995)
- كأس السوبر الأسباني: مرة واحدة (2004)

## وصلات خارجية
- موقع النادي الرسمي
- نشيد النادي على يوتيوب